# Ausbildungs-Division 286 (Wehrmacht)
Die Ausbildungs-Division 286 war eine deutsche Infanteriedivision im Zweiten Weltkrieg. 

## Divisionsgeschichte
Die Division wurde Anfang April 1945 an der Oderfront für die Heeresgruppe Weichsel aufgestellt. Sie bestand aus drei Regimentern mit jeweils zwei Bataillonen und einem Regiment mit drei Bataillonen. 
Die Aufstellung der Einheit „zur besonderen Verwendung“ erfolgte aus Resten der zerschlagenen 286. Infanterie-Division sowie aus der Division Raegner. Sie wurde der 9. Armee unterstellt. 
In dieser Konstellation nahm die Division an der Schlacht um die Seelower Höhen teil, verteidigte erst erfolglos Frankfurt an der Oder und dann Berlin. Die Division konnte die sowjetischen Kräfte anfangs zurückdrängen, um ein Einschließen der Stadt Frankfurt zu vermeiden, musste sich dann aber aufgrund nachrückenden sowjetischen Kräften Richtung Berlin zurückziehen. Die nicht vollständig aufgestellte Division (ca. 7.000 Mann) wurde bei der nachfolgenden Verteidigung von Berlin im Mai 1945 aufgerieben.

## Kommandeur
- Generalmajor Emmo von Roden (1892–1945 Schicksal unbekannt): April 1945 bis Mai 1945

## Referenz
1. ↑  Richard Lakowski: Seelow 1945: Die Entscheidungsschlacht an der Oder. E.S. Mittler & Sohn, 2015, ISBN 978-3-8132-1003-3 (google.de [abgerufen am 11. Oktober 2018]).
2. ↑  Richard W. Harrison: The Berlin Operation, 1945. Helion & Company, 2016, ISBN 978-1-912174-62-1, S. 50 (google.de [abgerufen am 11. Oktober 2018]).
3. ↑  Richard W. Harrison: The Berlin Operation, 1945. Helion & Company, 2016, ISBN 978-1-912174-62-1, S. 308 (google.de [abgerufen am 11. Oktober 2018]).